# Predispoziție pentru accidente
Predispoziția pentru accidente (engleză: Accident-proneness) este ideea că unii oameni au o predispoziție mai mare decât alții să sufere accidente, cum ar fi accidente rutiere și răni la locul de muncă. Poate fi folosit ca motiv pentru a refuza orice asigurare pentru astfel de persoane. 

## Primele studii
Primele lucrări pe acest subiect datează din 1919, într-un studiu realizat de Greenwood și Woods, care a studiat lucrătorii la o fabrică britanică de muniții și a constatat că accidentele erau distribuite inegal în rândul lucrătorilor, o proporție relativ mică de lucrători provocând majoritatea accidentelor. Lucrări ulterioare privind predispoziția pentru accidente au fost efectuate în anii 1930 și 1940.

## Lucrări actuale
Subiectul este încă studiat activ. Cercetarea în privința accidentelor este de mare interes în ingineria siguranței, unde factori umani, cum ar fi eroarea de pilotaj sau erorile operatorilor centralelor nucleare, pot avea efecte masive asupra fiabilității și siguranței unui sistem. Unul dintre domeniile de interes și de cercetare mai profundă este zona aeronautică, unde accidentele au fost revizuite de la factori psihologici și umani până la defecțiuni mecanice și tehnice. Au existat multe studii concludente, care arată că factorul uman are o influență mare asupra rezultatelor acestor evenimente.     

### Dovezi statistice
Dovezile statistice demonstrează în mod clar că diferite persoane pot avea rate diferite de accidentare; de exemplu, șoferii tineri de sex masculin sunt grupul cu cel mai mare risc de a fi implicați în accidente auto. De asemenea, pare să existe o variație substanțială a ratelor de accidentare între persoane, în general.     

### Scepticism
Cu toate acestea, o serie de studii au pus la îndoială existența unei predispoziții la accidentare ca un sindrom fiziologic sau psihologic distinct, persistent și independent verificabil. Deși s-au consacrat cercetări substanțiale acestui subiect, se pare că nu există dovezi concludente, nici în favoarea și nici în defavoarea existenței unei predispoziții la accidentare în acest sens.     

### Natură și cauze
Nu se cunoaște natura exactă și cauzele predispoziției la accidentare, presupunând că ea există ca o entitate distinctă. Factorii care au fost considerați ca asociați predispoziției la accidentare au inclus absența, stângăcia, nepăsarea, impulsivitatea, predispoziția la asumarea riscului și dorințele inconștiente de a crea accidente ca mod de a obține câștiguri secundare. Studii ample privind viteza și acuratețea folosind o fișă de testare special concepută pentru a găsi o figură specifică pe diverse persoane ca japonezi, japonezi brazilieni, chinezi, ruși, spanioli, filipinezi, thailandezi și centramericani cu diferite studii educaționale. Studiile au relevat faptul că pregătirea educațională sau experiența studiului este factorul cheie al capacității de concentrare. Screeningul noilor angajați ce utilizează acest test a dus la scăderea drastică a accidentelor de muncă în mai multe companii. 